# Oreděž
Oreděž (rusky Оредеж) nebo Koněvka (rusky Коневка) je řeka v Leningradské oblasti v Rusku. Je dlouhá 192 km. Plocha povodí měří 3220 km².

## Průběh toku
Ústí zprava do Lugy.

## Vodní režim
Zdroj vody je smíšený, přičemž na horním toku je významná role krasových vod. Průměrný průtok vody ve vzdálenosti 36 km od ústí činí 20 m³/s. Zamrzá ve druhé polovině listopadu až v první polovině ledna a rozmrzá v dubnu.

## Fauna
Na dolním toku je možná vodní doprava. Řeka je regulována malými vodními elektrárnami.